# Антоніо Гімарайш де Алмейда (стадіон)
Антоніо Гімарайш де Алмейда — стадіон у місті Томбус, Бразилія. Він використовується в основному для футбольних матчів, і приймає домашні матчі ФК «Томбенсе». Максимальна місткість стадіону 3 050 осіб.